# Episodi di Gli eroi di Hogan (terza stagione)
La terza stagione della serie televisiva Gli eroi di Hogan è stata trasmessa in anteprima negli Stati Uniti d'America dalla CBS tra il 9 settembre 1967 e il 30 marzo 1968.
| nº | Titolo originale                                     | Titolo italiano | Prima TV USA      | Prima TV Italia |
| -- | ---------------------------------------------------- | --------------- | ----------------- | --------------- |
| 1  | The Crittendon Plan                                  |                 | 9 settembre 1967  |                 |
| 2  | Some of Their Planes Are Missing                     |                 | 16 settembre 1967 |                 |
| 3  | D-Day at Stalag 13                                   |                 | 23 settembre 1967 |                 |
| 4  | Sergeant Schultz Meets Mata Hari                     |                 | 30 settembre 1967 |                 |
| 5  | Funny Thing Happened on the Way to London            |                 | 7 ottobre 1967    |                 |
| 6  | Casanova Klink                                       |                 | 14 ottobre 1967   |                 |
| 7  | How to Win Friends and Influence Nazis               |                 | 21 ottobre 1967   |                 |
| 8  | Nights in Shining Armor                              |                 | 28 ottobre 1967   |                 |
| 9  | Hot Money                                            |                 | 4 novembre 1967   |                 |
| 10 | One in Every Crowd                                   |                 | 11 novembre 1967  |                 |
| 11 | Is General Hammerschlag Burning?                     |                 | 18 novembre 1967  |                 |
| 12 | A Russian Is Coming                                  |                 | 25 novembre 1967  |                 |
| 13 | An Evening of Generals                               |                 | 2 dicembre 1967   |                 |
| 14 | Everybody Loves a Snowman                            |                 | 9 dicembre 1967   |                 |
| 15 | The Hostage                                          |                 | 16 dicembre 1967  |                 |
| 16 | Carter Turns Traitor                                 |                 | 23 dicembre 1967  |                 |
| 17 | Two Nazis for the Price of One                       |                 | 30 dicembre 1967  |                 |
| 18 | Is There a Doctor in the House?                      |                 | 6 gennaio 1968    |                 |
| 19 | Hogan, Go Home                                       |                 | 13 gennaio 1968   |                 |
| 20 | Sticky Wicket Newkirk                                |                 | 20 gennaio 1968   |                 |
| 21 | War Takes a Holiday                                  |                 | 27 gennaio 1968   |                 |
| 22 | Duel of Honor                                        |                 | 3 febbraio 1968   |                 |
| 23 | Axis Annie                                           |                 | 10 febbraio 1968  |                 |
| 24 | What Time Does the Balloon Go Up?                    |                 | 17 febbraio 1968  |                 |
| 25 | LeBeau and the Little Old Lady                       |                 | 24 febbraio 1968  |                 |
| 26 | How to Escape from Prison Camp Without Really Trying |                 | 2 marzo 1968      |                 |
| 27 | The Collector General                                |                 | 9 marzo 1968      |                 |
| 28 | The Ultimate Weapon                                  |                 | 16 marzo 1968     |                 |
| 29 | Monkey Business                                      |                 | 23 marzo 1968     |                 |
| 30 | Drums Along the Dusseldorf                           |                 | 30 marzo 1968     |                 |